# Agence de l'eau (France)
En France, une agence de l'eau, anciennement appelée agence de bassin, est un établissement public à caractère administratif qui participe à la gestion de l'eau sur une circonscription administrative de bassin, dont les limites correspondent à un grand bassin hydrographique. Il en existe six, toutes instituées par la loi sur l'eau de 1964, précisée par la loi du 3 janvier 1992. Les bassins hydrographiques des départements d'outre-mer de la Guadeloupe, de la Guyane, de la Martinique et de la Réunion sont dotés d'un Office de l'Eau, aux missions équivalentes.
En 2000, l'Union européenne a créé les districts hydrographiques sur le modèle de ces agences de bassin.

## En France métropolitaine

### Statuts et missions

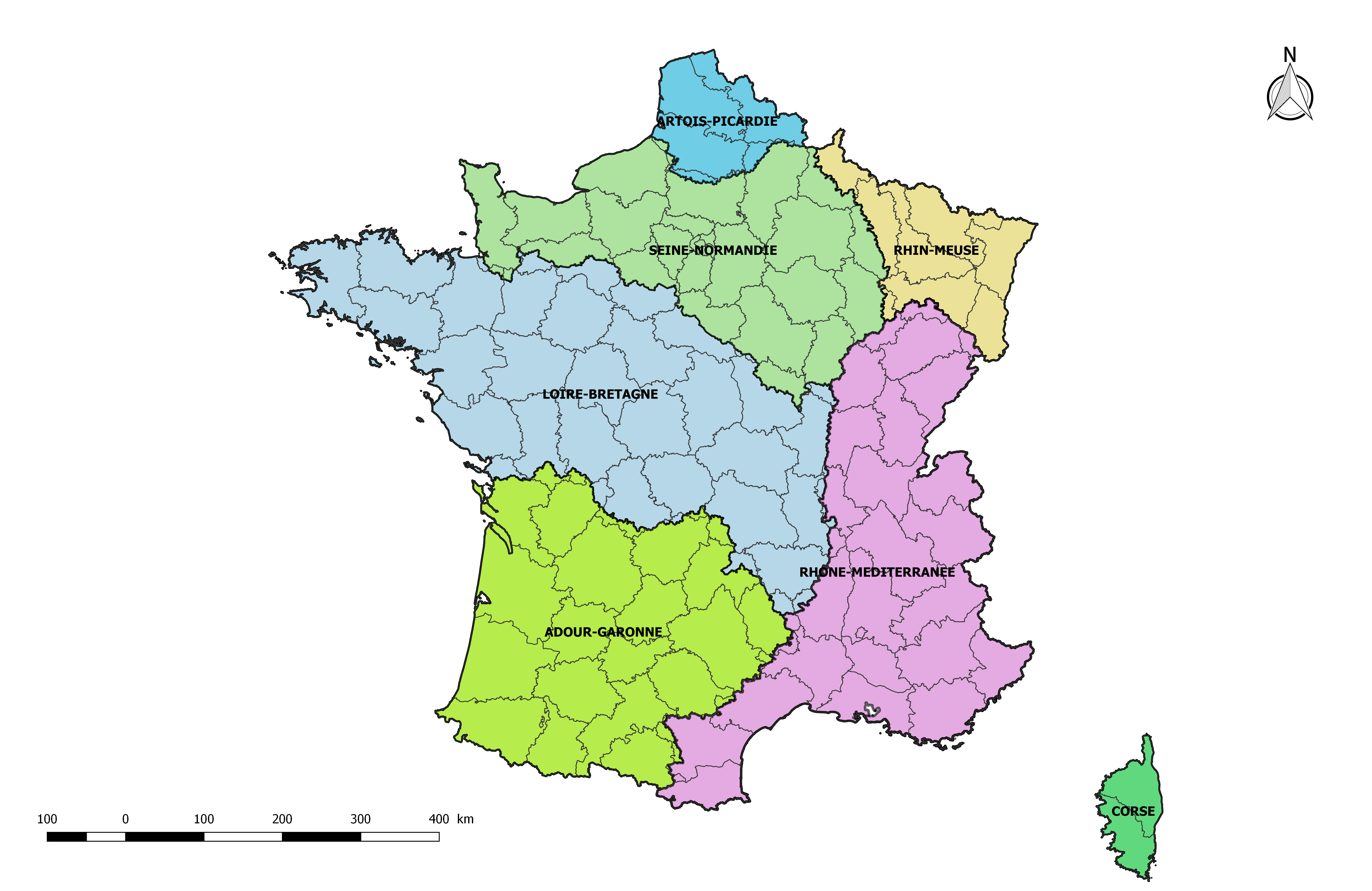
Carte des circonscriptions de bassin en France métropolitaine, territoires de compétence des agences de l'eau. Seule l'agence Rhône-Méditerranée-Corse couvre deux circonscriptions de bassin (Rhône-Méditerranée et Corse).

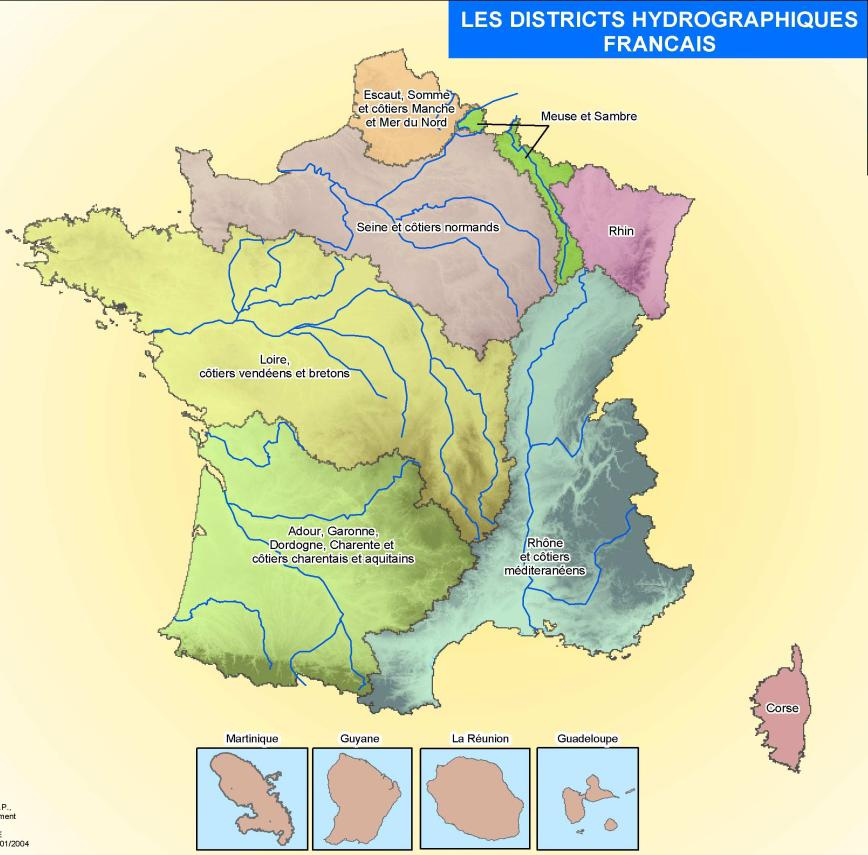
Carte des districts hydrographiques français, territoires de rapportage auprès de la Commission européenne des actions des agences et offices de l'eau.

En France, une agence de l'eau a pour mission d’initier, à l’échelle de son bassin versant, une utilisation rationnelle des ressources en eau, la lutte contre la pollution et la protection des milieux aquatiques. Elle est chargée notamment de la coordination du schéma directeur d'aménagement et de gestion des eaux (SDAGE) et des schémas d'aménagement et de gestion des eaux (SAGE) qui en découlent.
C'est un établissement public administratif de l'État, doté de la personnalité civile et de l'autonomie financière sous double tutelle du ministère chargé de l'environnement et sous celle du ministère chargé des finances. Les agences de l'eau disposent d'un pouvoir réglementaire, pour déterminer, dans la limite des missions qui leur sont fixées par la loi, les domaines et conditions de leur action et définir les conditions générales d'attribution des concours financiers qu'elles peuvent apporter aux personnes publiques et privées sous forme de subventions, de primes de résultat ou d'avances remboursables (Conseil d’État, 11 mars 2020, N° 426366).
Elle perçoit des redevances auprès des usagers (redevances de prélèvement, redevances de pollution). Le produit des redevances, sous l'impulsion d'un conseil d'administration qui réunit les différents acteurs du domaine de l'eau (administrations, usagers, collectivités), lui permet d’apporter des aides financières aux actions d’intérêt commun, dans le domaine de l’eau menées par les collectivités locales, les industriels et les agriculteurs (épuration des eaux, production d'eau potable de qualité, mise en place de procédés de production plus propres, restauration et entretien des milieux aquatiques…).
La réforme de la facturation applicable en janvier 2025 devait rééquilibrer les sources de financement qui reposent à 82% sur les usagers domestiques mais l'accroissement d de la contribution des agriculteurs est reportée sine die. Deux redevances, celle pour pollution domestique et celle pour modernisation des réseaux de collecte, disparaitront au 1er janvier 2025. Elles seront remplacées par trois nouvelles redevances : une sur la consommation d’eau, deux sur les performances (des réseaux d’eau potable et des systèmes d’assainissement collectif) afin de minorer la contribution des réseaux de distribution les plus performants.
Les agences de l'eau françaises mènent aussi en la matière une politique de coopération décentralisée (Balkans, Vietnam, Afrique occidentale, Palestine).

### Les six agences de l'eau
| Nom                                      | Siège                | Site officiel          |
| ---------------------------------------- | -------------------- | ---------------------- |
| Agence de l'eau Adour-Garonne            | Toulouse             | eau-grandsudouest.fr   |
| Agence de l'eau Artois-Picardie          | Douai                | eau-artois-picardie.fr |
| Agence de l'eau Rhin-Meuse               | Châtel-Saint-Germain | eau-rhin-meuse.fr      |
| Agence de l'eau Loire-Bretagne           | Orléans              | eau-loire-bretagne.fr  |
| Agence de l'eau Rhône-Méditerranée-Corse | Lyon                 | eaurmc.fr              |
| Agence de l'eau Seine-Normandie          | Nanterre             | eau-seine-normandie.fr |

### 2008-2010: après-Grenelle
En 2008, le Grenelle de l'environnement prévoit que les agences de l'eau puissent (de 2009 à 2014) acquérir 20 000 hectares de zones humides (avec le Conservatoire du littoral) à des fins de conservation environnementale et de développement de la Trame bleue, dans le cadre de la Trame verte et bleue.
En 2009, lors de la journée mondiale des zones humides, Chantal Jouanno (secrétaire d’État à l’Écologie) annonce la création d’un groupe national formé sur le modèle de fonctionnement du Grenelle de l’environnement (associant donc l’État, les partenaires sociaux, ONG et collectivités) chargé de dresser un bilan et des propositions de mesures de préservation et restauration des zones humides.
En 2009, l'exposé des motifs de la loi Grenelle II estime qu'il reste en France environ 1,5 million d'hectares de zones humides qui sont un « réservoir de biodiversité, et un facteur d’amélioration de la qualité des eaux superficielles, des zones tampons diminuant les risques d’inondation en cas de fortes pluviométries et des stockages importants de carbone organique dans les sols », mais « souvent menacées par l’extension de l’urbanisme ou des changements d’usage des terres. » La loi prévoit que les agences sont invitées à mener « une politique active d’acquisition foncière dans les zones humides non couvertes par la compétence du CELRL » ; comme « dernier recours, après avoir considéré les options de reconquête et de restauration » (exposé des motifs de l'article 51 de la loi Grenelle II), et qu'elles devront gérer ces 20 000 ha via des baux agricoles (Article 51).

### 2016: loi sur la biodiversité
Le vote de la loi pour la reconquête de la biodiversité, de la nature et des paysages en 2016 introduit des changements notables dans les objectifs des agences de l'eau avec un renforcement de leur soutien à la biodiversité. Jusqu’à présent, la préservation des milieux aquatiques était en effet une priorité (acquisition de zones humides, restauration de cours d’eau, etc) avec près de 200 millions d’euros par an soit 10 % du montant des redevances. À partir de 2016, les missions des agences de l’eau sont élargies à :
- la restauration des trames vertes et des trames bleues,
- une priorité accordée aux estuaires, aux zones rétro-littorales, aux hauts bassins versants,
- un partenariat avec l’agence française de la biodiversité,
- soit plus de 20 à 30 millions d’euros par an.

Selon France Nature Environnement, les agences de l'eau concourent de plus en plus à financer, aux dépens de leur mission première, qui est de protéger la ressource aquatique, les autres politiques du ministère de la transition écologique et solidaire, en particulier la biodiversité. À compter de 2018, seules les agences de l'eau financeront l'Agence française pour la biodiversité. Les agences de l'eau financent également l'agriculture biologique.

### Pollutions
Entre 2008 et 2015, alors que les pesticides devaient « si possible » diminuer de moitié, leur utilisation a augmenté de 22% : c'est donc un échec. Pour mieux contourner la loi sur l'eau, le réseau capillaire en amont des rivières est purement et simplement rayé de la carte, ce qui pourrait ouvrir la voie à une utilisation accrue des pesticides,. Les populations d'oiseaux diminuent fortement, en lien avec la disparition des insectes sous l'effet des pesticides,. Selon l'IPBES, le déclin de la biodiversité à l'échelle mondiale est alarmant, à tel point qu'il pourrait compromettre le bien-être des êtres humains,.
Les rivières et les fleuves constituent des vecteurs de transport de plastiques jusqu'aux océans. Ainsi, selon l'université de Bâle, à titre d'exemple, le Rhin rejette à la mer 191 millions de particules de plastique flottantes chaque jour,.

## Équivalents à l'étranger
L'agence de l'eau française s'inspire des Genossenschaften, syndicats coopératifs allemands de gestion de l'eau, le premier gérant dès 1904 le bassin de l'Emscher.
Dans le même esprit ont été mises en place en Espagne en 1940 les Confédérations hydrographiques et la Regional Water Authority en Grande-Bretagne en 1975.
Aux Pays-Bas, il s'agit de l'Office des eaux.